# آرامگاه امامزاده زید بن موسی
بقعه امامزاده زید بن موسی مربوط به سدهٔ ۳ و ۴ ه.ق - دوره صفوی است و در شهرستان قائنات، بخش سده، روستای آفریز واقع شده و این اثر در تاریخ ۱۱ مرداد ۱۳۷۶ با شمارهٔ ثبت ۱۸۹۴ به‌عنوان یکی از آثار ملی ایران به ثبت رسیده است.